# Jean-Marc Dupraz
Jean-Marc Dupraz, född den 21 april 1973 i Vénissieux, är en fransk basketspelare och tränare. Efter att ha blivit tränare vann han den franska mästerskapstiteln 2014 med CSP Limoges.